# Life of Kylie
Life of Kylie es un programa de telerrealidad estadounidense de la cadena E! protagonizado por Kylie Jenner y estrenada el 6 de agosto de 2017. El programa fue anunciado el 10 de abril de 2017, y el 11 de mayo se lanzó el primer adelanto.
En Latinoamérica se estrenó el 5 de septiembre de 2017.

## Argumento
La serie sigue la vida privada y pública de la modelo, empresaria y personalidad de televisión Kylie Jenner en medio de sus múltiples negocios en la industria de la moda, mientras intenta mantener una vida ordinaria y su amistad con Jordyn Woods.
En el tráiler del programa, Kylie comentó: 

Cuando creces frente a la cámara todo el mundo siente que te conoce, pero no es así. Siento que las personas tienen percepciones equivocadas de quién soy. Empecé grabando “Keeping Up With The Kardashians” cuando tenía nueve años. Siento que estoy constantemente presionada a mantener una imagen, que no siempre refleja quién realmente soy alrededor de mis amigos y mi familia. Este show es un regalo para mis fanes. Yo soy Kylie y esta es mi vida.

## Episodios
| Temporada | Temporada | Episodios | Episodios | Emisión original    | Emisión original         |
| Temporada | Temporada | Episodios | Episodios | Primera emisión     | Última emisión           |
| --------- | --------- | --------- | --------- | ------------------- | ------------------------ |
|           | 1         | 8         | 8         | 6 de agosto de 2017 | 17 de septiembre de 2017 |